# 레프트 비하인드

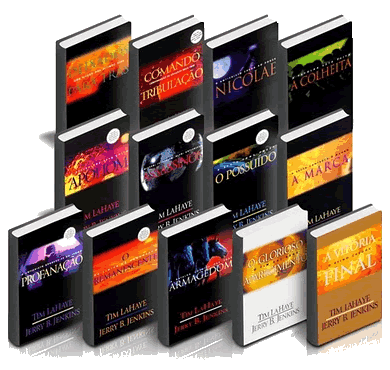

《레프트 비하인드》(영어: Left Behind)는 팀 라헤이, 제리 B. 젱킨스가 공동으로 쓴 미국의 소설 시리즈이다.

## 시리즈
- 환난의 군대
- 니콜라에
- 영혼추수
- 아폴리언
- 암살단
- 악령의 포로
- 악마의 표
- 신성모독
- 남은 성도들
- 아마겟돈
- 영광의 재림

## 같이 보기
- 하르마게돈
- 기독교 신학
- 기독교 시온주의